# 飯田直景
飯田直景（1565年（永祿8年）—1632年10月31日（寬永9年9月18日）），日本安土桃山時代至江戶時代初期的武將，出生於山城國(亦有大和國的說法)。父親為飯田直澄。幼名才八、久次郎。通稱為覺兵衛（角兵衛），多被稱為飯田覺兵衛。亦有基久、重氏之名。日本槍柱七本（日本七柱槍）其中的一位。
年輕時仕奉加藤清正、與森本儀太夫（森本一久）和庄林隼人（庄林一心）並稱加藤家三傑，成為加藤氏的重臣。武藝過人，其中尤其擅長槍術。在賤岳之戰時擔任清正的先鋒。之後參與朝鮮出兵與森本儀太夫製作了龜甲車、在普州城攻城戰時發揮作用，因為這個戰功，被豐臣秀吉賜了「覺」這個字為名，正式的文書亦有記為「角」兵衛的(覺和角在日語的發音都是Kaku)。
此外他亦長於土木工程建築、在興建加藤清正的本城熊本城時發揮長才。目前熊本城的三之丸「飯田丸」長達一百八十公尺的百間石垣據稱即為他的傑作，於2016年熊本地震時在僅剩下半邊石垣的情況下仍未崩塌。此外他還受邀參與名古屋城和江戶城的興建。
加藤清正過世後，他繼續仕奉第二代的加藤忠廣、忠廣被改封後、他隱居至京都直至逝世。
飯田直景一般被認為是加藤家在武勇和政務上相當出色的代表性武士之一。根據常山紀談中收錄的晚年自白，其實自己每次經歷戰場後都會覺得自己無法繼續當武士，但主君加藤清正一直給予稱讚和獎賞、讓自己不得不晉升，最後還是受到功名影響繼續作為武士過完一生。

## 相關小說
司馬遼太郎的短篇小說：『覺兵衛物語』（新潮文庫(ISBN 4-06-131806-3)收錄）。